# Hypolimnas remigia
Hypolimnas remigia är en fjärilsart som beskrevs av Hans Fruhstorfer 1912. Hypolimnas remigia ingår i släktet Hypolimnas och familjen praktfjärilar. Inga underarter finns listade i Catalogue of Life.